# Баумгартен Миколай Олександрович
Микола́й Олекса́ндрович Баумга́ртен (рос. Николай Александрович Баумгартен; 14 вересня 1867 — 1939) — російський історик, генеалог, спеціаліст з генеалогії Рюриковичів. Представник німецького шляхетського роду Баумгартенів. Після встановлення більшовицької влади в Росії емігрував (1920). Жив у Італії, у Ватикані. Публікувався у московському журналі «Летопись историко-родословного общества» (до 1915), римському журналі «Orientalia Christiana», паризькому журналі «Благовест».

## Праці
- Баумгартен Н. А. Ярослав Святополкович и его семья // Известия Русского императорского генеалогического общества. Санкт-Петербург, 1906, № 3. С. 1—32.
- Баумгартен Н. А. Старшая ветвь Черниговских Рюриковичей // Летопись историко-родословного общества. Москва, 1906, № 4. С. 13—16.
- Баумгартен Н. А. Старшая ветвь Мономаховичей // Летопись историко-родословного общества. Москва, 1906, № 4. С. 17—20.
- Баумгартен Н. А. К родословию последних Великих князей Рязанских // Летопись историко-родословного общества. Москва, 1907, № 3. С. 3—6.
- Баумгартен Н. А. К родословию князей Мезецких // Летопись историко-родословного общества. Москва, 1907, № 3. С. 6—8.
- Баумгартен Н. А. Первая ветвь князей Галицких: Потомство Владимира Ярославича // Летопись историко-родословного общества. Москва, 1908, № 4. С. 3—20.
- Баумгартен Н. А. К родословию великих князей Владимирских: Мать Александра Невского; // Летопись историко-родословного общества. Москва, 1908, № 4. С. 21—23.
- Баумгартен Н. А. Феофания Музалонисса — жена Олега Святославича Черниговского // Летопись историко-родословного общества. Москва, 1908, № 4. С. 29—30.
- Баумгартен Н. А. Вторая ветвь князей Галицких: Потомство Романа Мстиславича // Летопись историко-родословного общества. Москва, 1909, № 1. С. 3—46.
- Баумгартен Н. А. Кунигунда Орламюндская, княгиня русская и её потомство // Летопись историко-родословного общества. Москва, 1909, № 3. С. 32—40.
- Баумгартен Н. А. К родословию Святополковичей Турово-Пинских. Княгиня Евфросинья Борисовна Пинская // Летопись историко-родословного общества. Москва, 1909, № 3. С. 41—42.
- Баумгартен Н. А. Прибыслава (Примислава, Предислава) Ярославна, княгиня (герцогиня) поморская // Летопись историко-родословного общества. Москва, 1909, № 3. С. 43—51.
- Баумгартен Н. А. Силезские герцоги — претенденты Галицкие // Летопись историко-родословного общества. Москва, 1909, № 3. С. 52—55.
- Баумгартен Н. А. Основатели второй династии в Галицкой земле // Известия Русского императорского генеалогического общества. Санкт-Петербург, 1909, № 9. С. 1—53.
- Баумгартен Н. А. Вышеслава (Вячеслава) Святославна, королева Польская // Летопись историко-родословного общества. Москва, 1910, № 1. С. 22—24.
- Баумгартен Н. А. София Владимировна, королева Датская, затем ландграфиня Тюрингенская // Летопись историко-родословного общества. Москва, 1910, № 1. С. 25—30.
- Баумгартен Н. А. Елена Ростилавна Смоленская, жена Казимира II Польского // Летопись историко-родословного общества. Москва, 1910, № 1. С. 31—37.
- Баумгартен Н. А. Происхождение князей Вишневецких, Збаражских и Воронецких // Летопись историко-родословного общества. Москва, 1910, № 4. С. 27—33.
- Баумгартен Н. А. Предслава (Передслава) Святополковна, жена Альмоса Венгерского // Летопись историко-родословного общества. Москва, 1910, № 4. С. 34—40.
- Баумгартен Н. А. Ярослав Святополкович. Князь Владимиро-Волынский // Известия Русского императорского генеалогического общества. Санкт-Петербург, 1911, № 4. С. 35—49.
- Баумгартен Н. А. Князья Волховские и Изяслав Мстиславич // Летопись историко-родословного общества. Москва, 1912, № 2. С. 11—23.
- Баумгартен Н. А. Сбыслава Святополковна, жена Болеслава Кривоустого // Летопись историко-родословного общества. Москва, 1912, № 2. С. 24—26.
- Баумгартен Н. А. Дополнение к заметке о Кунигунде Орламюндской // Летопись историко-родословного общества. Москва, 1912, № 2. С. 27.
- Баумгартен Н. А. Мария Мстиславна, жена Всеволода II Ольговича // Летопись историко-родословного общества. Москва, 1912, № 2. С. 28.
- Баумгартен Н. А. Евфросиния, княгиня Пинская // Известия Русского императорского генеалогического общества. Москва, 1912, № 12. С. 12—21.
- Баумгартен Н. А. К происхождению князей Вяземских // Летопись историко-родословного общества. Москва, 1915, № 1—4. С. 64—69.
- Баумгартен Н. А. Ода Штаденская, внучатая племянница папы Льва IX — невестка Ярослава Мудрого // Благовест. Париж, 1930, № 1. С. 95—102.
- Баумгартен Н. А. Добронега Владимировна, королева польская, дочь св. Владимира // Благовест. Париж, 1930, № 2—3. С. 102—109.
- Баумгартен Н. А. София русская — королева датская, а затем ландграфиня тюрингская // Seminarium Kondakovianum. Prague, 1931, Т. 4. С. 95—104.
- Baumgarten N. Généalogies et mariages occidentaux des Rurikides Russes du X-e au XIII-е siècle // Orientalia Christiana. Т. IX, №35, Roma, 1927.
- Baumgarten N. Olaf Trygwison roi de Norvège et ses relations avec Saint Vladimir de Russie // Orientalia Christiana. Roma, 1930, Т. 24, 65 p.
- Baumgarten N. Saint Vladimir et la conversion de la Russie // Orientalia Christiana. Roma, 1932, Т. 27, 65 p.
- Baumgarten N. Généalogie des branches régnantes de Rurikides du XII-е au XVI-е siècle. Roma, 1934. 86 p.
- Baumgarten N. Halich et Ostróg // Orientalia Christiana. Roma, 1937, Т. 3. P.161—177.